# Governança mundial
La idea d'una possible governança mundial és una tesi que està essent discutida en alguns cercles intel·lectuals, i es basa en l'observació que la creixent complexitat d'un mon com més va més globalitzat, i davant l'acceleració de les interdependències –a escala mundial– entre les societats humanes i també entre la humanitat i la biosfera, podria necessitar en un futur proper alguna forma de regulació aplicable a nivell global.

## Origen del terme
La fi de la Unió Soviètica en 1991 va marcar el final d'un llarg període de la història internacional, considerat d'"equilibri". Després d'aquest esdeveniment històric el planeta es troba en una fase de ruptura geoestratègica. El model de "seguretat nacional", per exemple, encara que continua sent vàlid per a la majoria de governs, deixa lloc progressivament a una consciència col·lectiva emergent que va més enllà d'eixe marc estricte.
Fins a començaments dels anys vuitanta, la qüestió del governament mundial no era tinguda en compte. El terme usat era el d'interdependència per a definir la gestió de les relacions entre estats. En el context posterior a la guerra freda, una nova visió apareix al llarg d'eixa dècada, a partir d'un conjunt de qüestions:
- Augment d'interès en el tema de la mundialització i el debilitament progressiu dels Estats-nació, que dona lloc, per lògica, a una perspectiva de desplaçament cap al nivell mundial d'eines de regulació que han perdut eficàcia a escala nacional o regional.
- Intensificació de la inquietud relativa al medi-ambient mundial, que rep una sanció multilateral en ocasió del cim de la Terra en Rio (1992). Els temes del clima i de la biodiversitat, que són tractats en prioritat en aquesta ocasió, representen un enfocament nou, que serà conceptualitzat amb l'expressió de Bé públic mundial
- Emergència de conflictes normatius (comerç i medi ambient, comerç i drets socials, comerç i sanitat pública), que, a més d'allargar els debats clàssics sobre els efectes socials de les polítiques d'estabilització macroeconòmica, destapen la qüestió de l'arbitrament entre objectius igualment legítims en un sistema de governament sectorial en el qual els grans temes de la interdependència es confien a una institució internacional especialitzada. Aquests conflictes, encara que sovint són limitats, gaudeixen d'un gran abastament simbòlic, ja que relleven la qüestió dels principis i les institucions d'arbitratge.
- Major qüestionament, finalment, de les normes i institucions internacionals, per part dels països en desenvolupament que, havent-se esforçat per integrar-se en l'economia mundial, tenen dificultats per a acceptar que els països industrialitzats mantinguen el poder i donen privilegi als seus propis interessos, i per part d'una societat civil per a qui el sistema de governament internacional s'ha convertit en el veritable centre de poder, i que es rebel·la al mateix temps contra els seus principis i els seus procediments. Si aquestes dues crítiques sovint són oposades en les seues hipòtesis i objectius, poden coincidir per a desafiar la posició dominant dels països desenvolupats i de les grans organitzacions, com ho ha demostrat simbòlicament el fracàs de la Conferència Ministerial de l'Organització Mundial del Comerç en Seattle (1999).